# Veseud (gmina Chirpăr)
Veseud – wieś w Rumunii, w okręgu Sybin, w gminie Chirpăr. W 2011 roku liczyła 154 mieszkańców.